# جان-نويل هاك
جان-نويل هاك (بالفرنسية: Jean-Noël Huck)‏ هو مدرب كرة قدم ولاعب كرة قدم فرنسي في مركز الوسط، ولد في 20 ديسمبر 1948 في موتزيغ في فرنسا. شارك مع منتخب فرنسا لكرة القدم. أما مع النوادي، فقد لعب مع باريس سان جيرمان ونادي باريس ونادي ستراسبورغ ونادي غانغون ونادي ميلوز ونادي نيس.

## وصلات خارجية
- جان-نويل هاك على موقع قاعدة بيانات كرة القدم.إي يو (الإنجليزية)
- جان-نويل هاك على موقع ليكيب (الفرنسية)
- جان-نويل هاك على موقع ناشيونال فوتبول تيمز (الإنجليزية)
- جان-نويل هاك على موقع عالم كرة القدم.نت (الإنجليزية)